# Flora (Apayao)
Flora è una municipalità di quarta classe delle Filippine, situata nella Provincia di Apayao, nella Regione Amministrativa Cordillera.
Flora è formata da 16 baranggay:
- Allig
- Anninipan
- Atok
- Bagutong
- Balasi
- Balluyan
- Malayugan
- Mallig
- Malubibit Norte
- Malubibit Sur
- Poblacion East
- Poblacion West
- San Jose
- Santa Maria
- Tamalunog
- Upper Atok (Coliman)